# 미얀마의 인권
현재 미얀마의 인권은 미얀마 내 군부가 쿠데타를 일으켜 정부를 쫓아내고 철권 통치를 자행하면서 가히 세계 최악의 인권 수준을 달리고 있다. 휴먼 라이츠 워치, 국제앰네스티 등의 수많은 국제 인권 단체들이 미얀마에서 일어나고 있는 인권 참상들에 대하여 우려를 표명하고 있다. 2011년 프리덤 하우스가 발표한 보고서에는 군정이 현재 모든 종류의 인권을 크게 침해하고 있으며, 총 2,100여 명에 달하는 정치범들이 감옥에 강제 수감되어 있고 개중에는 심지어 미얀마의 자유 진영에 해당하는 민족민주연맹(NLD)에 가입된 인사들 429명이 포함되어 있다고 전했다. 2013년 7월 기준으로는 정치범 수용자 지원자 협회에서 대략 100여 명 정도에 달하는 정치범들이 현재 미얀마 감옥에 수감되었다 밝혔다. 다만 실제로는 훨씬 더 많을 확률이 높다.
2012년 11월 9일, 미국의 사만다 파워 대통령 인권 특별비서관은 버락 오바마 대통령의 미얀마 국빈 방문에 앞서 백악관 블로그에 "어린 아이들과 여성들을 포함해 수많은 지역에서 민간인에 대한 심각한 수준의 인권 침해가 자행 되고 있다"고 사전에 밝힌 바 있다. 뿐만 아니라 유엔 총회는 군정에게 끊임없이 미얀마인들에게 기본적인 인권과 기초 권리를 보장해줄 것을 요구했으며 2009년 11월에는 '현재 미얀마에서 자행 되는 모든 종류의 인권과 기본권에 대한 조직적인 탄압에 대한 규탄안'을 발의했을 정도였다.
강제노역, 인신매매, 아동 노동은 흔하게 벌어지는 일이며 심지어 군정 차원에서 시민 통제를 위하여 성적 고문이나 성범죄를 저지른다는 내용도 폭로 되었다. 이에 의하면 군사 정부가 대규모, 그리고 조직적으로 시민들에 대한 강간을 일삼고 있으며, 무려 2012년까지만 해도 군사 기지 내에 성노예를 부리는 등 극악한 성착취 범죄가 만연했다고 한다. 2017년 3월, UNHRC에서는 미얀마 내의 인권 침해 실태를 명확히 하는 프로젝트에 착수했다. 해당 프로젝트의 주요 임무는 가해자 책임과 희생자 정의 보장 면에 있어 군사력 및 보안력 그리고 각종 남용들에 의하여 근래의 인권 침해 의혹이 불거지고 있는 사실 및 전후 상황을 명확히 밝히는 것이다. 이 프로젝트를 'Fact Finding Mission', 즉 FFM이라고 부른다.
하지만 국제사회의 조사 촉구에도 불구하고 미얀마 군정은 FFM 프로젝트에 공조하지 않았다. 미얀마 정부는 미얀마 인권 문제에 있어 유엔 특별보고관의 활동을 허가하지 않았을 뿐더러 FFM 프로젝트에 협력하는 모습조차 보여주지 않았던 것이다. 미얀마 군정의 탄압 속에서 이루어진 FFM 프로젝트 결과, 미얀마 군부가 인도(人道)에 반하는 죄, 전쟁 범죄, 집단 학살 등의 범죄 수사 및 기소 가능성을 규정하는 국제법을 침해했다는 사실을 밝혔다.
FFM이 미얀마 군부가 인권을 침해하고 있다고 비판하자 미얀마 정부는 오히려 FFM의 작업이 무책임하고 비건설적이라는 입장을 취했다. 2019년에 유엔의 미얀마 상임대표 우 캬우 모 툰 대사는 제네바에서 열린 인권위원회에서 '미얀마의 민주주의와 인권을 위해 유엔과 함께 싸워온 미얀마의 국민들이, 점점 주관적으로 변해가는 유엔의 태도에 대하여 실망감을 금치 못하고 있다'라고 입장을 밝히며 유엔에 대한 항의를 표시했다.

## 종교의 자유, 소수자 인권, 그리고 내적 갈등
현 미얀마 내에서는 군부가 카렌족, 샨족, 카레니족과 같은 소수 민족이나 소수자들을 대상으로 집중적인 탄압을 가하기로 유명하다. 애초에 미얀마는 단일 민족 국가가 아니었으며, 개중 인구의 68%를 차지하는 버마족들을 중심으로 수많은 민족들을 하나로 묶어 만들어진 나라였다. 때문에 문화나 인종, 민족도 달랐던 소수 민족과 버마족들 간의 갈등은 미얀마 건국 초기부터 지지부진하게 이어졌고, 소수 민족들은 버마족들이 중심이 되어 세워진 미얀마 중앙 정부에 반발해 끝없이 분란이 일어난 것이다. 중앙 정부와 마찬가지로 역시 버마족들이 주류가 된 군부 역시 소수 민족들을 탄압했고, 조직적으로 소수 민족들의 수를 강제로 줄이거나 아니면 소위 '버마화'라고 불리는 강제 동화 정책을 추진했다. 하지만 미얀마 군정의 이 같은 악행은 상대적으로 국제사회에 넓게 알려지지 않았으니, 이는 르완다 집단학살 등 세계적으로 훨씬 자극적이거나 대량으로 주목을 끄는 사건들이 수없이 일어나고 있어 묻혀버린 것이다. 하지만 주목 받지 못했다 하여 심각성이 덜한 것은 결코 아니다. 국제앰네스티에 의하면 미얀마 군부는 이슬람교를 믿는 소수 민족인 로힝야족을 조직적으로 탄압하고 있으며, 이 탄압을 견디다 못해 인근의 무슬림 국가 방글라데시로 도피하는 사람들이 줄을 잇고 있다고 한다.

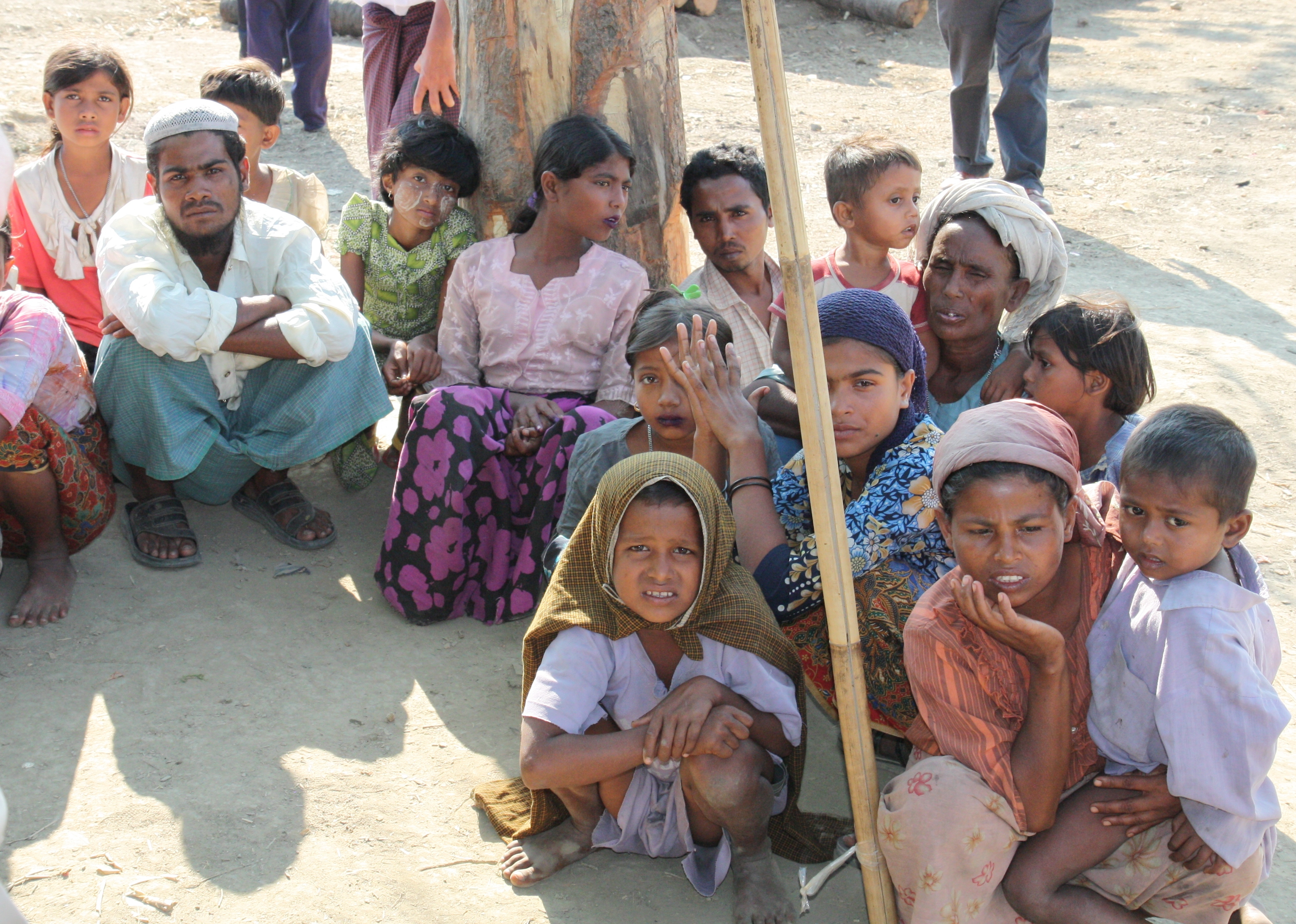
로힝야 난민들의 모습

### 이슬람교도 박해
미얀마는 기본적으로 전체 인구의 90%가 불교를 믿는 불교 국가다. 미얀마 군부 역시 불교를 믿는 인사들이 많고, 때문에 불교를 믿지 않는 이슬람교도들이나 기독교도들을 조직적으로 탄압하는 경우가 잦다. 이 군부가 가장 탄압의 우선순위로 두는 민족이 바로 무슬림들인 로힝야족이다. 미국이 '전세계에서 가장 탄압 받는 민족'들 중 하나로 꼽았을 정도로 로힝야족에 대한 미얀마 군부의 탄압은 대단히 심각한 수준이다. 현재 로힝야족은 버마 군부 독재에 의해 아예 시민 자격을 박탈 당하거나 외지인들을 유치 시킴으로써 강압적으로 쫓겨나는 등 심각한 인권 탄압에 시달리고 있다. 미얀마의 로힝야족 절반 가까이가 현재 이미 미얀마 군부에 의해 생존의 터전을 잃고 쫓겨났으며, 게다가 로힝야족과 미얀마 남쪽에 위치한 라카인 주의 불교도들 사이의 최근 종파 간 폭력에 의해 대략 90,000명으로 추정되는 사람들이 집을 잃은 것으로 밝혀졌다.
1982년 이후로 로힝야족들은 아예 미얀마의 시민권을 박탈 당했다. 시민권이 박탈 당할 정도의 엄청난 차별이 줄줄이 이어지니 로힝야족 내부에서도 반발의 목소리가 터져 나오는 것은 당연한 일이었고, 결국 2012년에 라카인 주에 사는 불교도들과 로힝야족 무슬림교도 사이에서 폭동이 발발했다. 이 폭동으로 사상자는 78명, 부상자는 87명을 기록했고, 수 천에 달하는 인구가 집을 잃었으며 52,000명의 이재민이 발생했다. 2012년 7월, 미얀마 정부는 로힝야족을 약 130여 개에 달하는 정부가 공인한 소수 민족 리스트에 포함 시키지 아니하고 로힝야족들에게는 미얀마 시민권을 얻을 자격이 없다고 밝혔다. 로힝야족들을 아예 미얀마 국민으로도 인정하지 않고 그 존재 자체를 부정하겠다는 것이다.

#### 2012년 라카인 주 폭동
현재 로힝야족들과 다른 불교도들 사이의 갈등은 미얀마 북서부에 위치한 라카인주에서 가장 극렬하게 벌어지고 있다. 2012년에 대대적으로 발발한 라카인 주 폭동이 가장 대표적인데, 이는 로힝야 무슬림교도와 서쪽 라카인 주의 라카인 민족 사이에서 진행되고 일련의 사건들 중 하나로 개중 가장 규모가 큰 편에 속한다. 이 폭동은 몇 주에 걸친 종교 갈등의 도화선에 불을 붙이는 결과를 낳았고, 결국 엄청난 인적, 물적 피해를 가져오며 이해관계에 놓여있는 양진영 모두로부터 거센 비난을 받았다.
폭동의 직접적인 원인은 불분명하다. 하지만 일부 소식통에 의하면 이슬람교도가 13살 라카인족 소녀를 강간 및 살해하자 분노한 라카인족이 로힝야 이슬람교도 10명을 살해한 것을 폭동의 주요 원인으로 보고 있다. 폭동에 의해 마을 전체가 쓸려 버렸으며 300채가 넘는 집과 다수의 공공 시설이 파괴되었다. BROUK(Burmese Rohingya Organization UK)의 연합회장 툰 킨에 따르면 6월 28일 기준으로 650명의 로힝야족들이 사망하고 1,200명이 실종되었으며 80,000명 정도의 실향민이 발생한 것이 사실이라 한다. 하지만 미얀마 정부에서 추정한 수치는 이에 비해 훨씬 적다. 미얀마 당국에 따르면 이번 폭력 사태로 총 78명이 사망하고 87명이 부상했으며 수천 채의 가옥이 파괴되었다. 또한 폭동의 결과로 인하여 총 52,000명 이상의 이재민 또한 발생했다. 물론 많은 수이지만, 로힝야족 자체 조사에 비하면 확연히 적은 수치이다.
폭동의 정도가 날로 심해지자 정부는 라카인 주 전체에 통행 금지령을 내리고 지역에 군대를 배치함으로써 즉각적인 대응 조치를 취했다. 심지어 6월 10일에는 라카인에는 비상사태가 선포되어 군대가 이 지역의 행정을 통솔하게 되었으며, 미얀마에 배치된 군경들은 로힝야족 무슬림들을 공격 대상으로 대량 체포와 자의적인 폭력을 행사하면서 따가운 눈초리를 받았다. 뿐만 아니라 미얀마 민주화 투쟁에서 중요한 역할을 맡았던 승려 단체가 오히려 이번 사태에서는 조직적으로 로힝야족들에 대한 탄압을 은폐하는 것을 돕고 국제 단체들의 구호 물품 전달을 방해했다는 충격적인 사실이 폭로 되면서 파장이 더욱 가중되는 상황이다.
2019년 5월, 국제앰네스티는 라카인 주에서 미얀마군이 일으킨 전쟁 범죄와 기타 잔학 행위 사실에 관해 비난을 제기하였으며 앰네스티는 군대가 "2019년 1월부터 무차별 공격으로 민간인을 살해하고 부상시켰다"고 전했다. 앰네스티의 동남아시아 국장은 "라카인 주에서 자행된 미얀마군의 새로운 작전은 무책임한 군대가 민간인을 위협하고 광범위한 위법 행위를 지역 전반에 걸쳐 고의적으로 자행하고 있음을 보여준다"고 말했다.

### 인종청소
2013년 6월 30일 경에 라카인 주 서부 해안가의 작은 마을인 딴드웨에서 또다시 폭동이 일어나 2채의 가옥이 불에 타 전소했다. 폭동이 일어난 자세한 경위에 대해서는 확실치 않으나 무슬림이 어린 소녀를 겁간하면서 폭동이 발발한 것이라는 소문이 있다. 물론 확실한 것은 아니고, 라카인주들과 무슬림들 사이에서 곪고 곪은 갈등이 터져 나오면서 폭동이 일어난 것이라는 설도 존재한다. 3명의 무슬림들이 큰 화상을 입어 병원으로 실려갔고, 마을로 향하는 도로 전체가 통제되었으며 미얀마 정부 측에서는 대변인을 통해 폭동의 주도자들을 체포하기 위해 노력을 다하고 있다고 밝혔다.
미얀마 내에서 인종 청소가 자행 되고 있다는 것은 이미 국제사회에서도 공공연한 사실이다. 특히 소수 민족인 로힝야족들을 상대로 초법적인 사법 집행, 대량 학살, 고문, 집단 강간, 강제 노동 등 가할 수 있는 가혹 행위들은 모조리 행해지고 있다는 것이 이미 국제앰네스티를 포함한 국제 인권 단체들의 입을 빌어 고발되어버린 상황일 정도이다. 2017년 8월에는 또다시 미얀마 군인들에 의해 하나의 로힝야족 마을이 불탔다는 것이 유엔에 보고되었으며, 게다가 2020년대 들어 코로나19 범유행이 전세계적으로 확산하며 미얀마 군대가 이를 구실로 한층 더 조직적인 탄압과 통제를 가하고 있다고 밝혔다.
엠네스티의 조사 결과, 2020년 3월과 4월에 미얀마 공군이 아예 로힝야족들이 모여 사는 마을에 공습을 퍼부어 아이들과 부녀자들을 포함해 수많은 민간인들을 살상 했다고 한다. 미얀마 군인들은 민간인들을 마구잡이로 아라칸군 반군과의 연관성을 의심해 감옥으로 잡아 넣거나 무작위 수감하고 있으며, 수감자들은 간수나 병사들로부터 극악의 대우를 받는다고 한다. 코로나 19 사태가 더욱 심각해지면서 경제 봉쇄, 세계 무역수지 악화 등이 겹치며 이들의 상황은 이전과 비교할 바 없이 악화되었다. 로힝야족들은 라카인 주 뿐만 아니라 친 주 등지에서도 역시 끊임없이 탄압을 받고 있다.

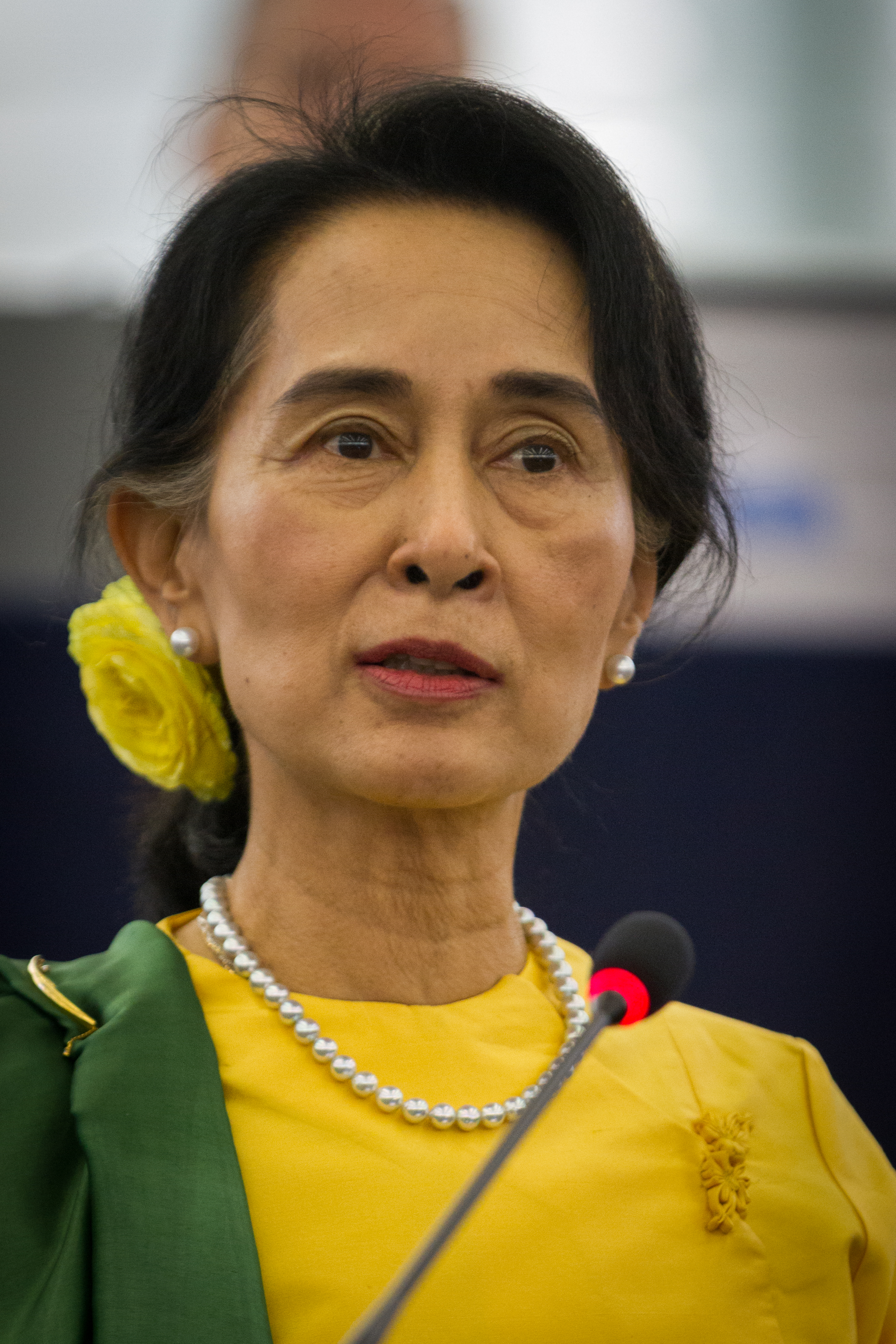
아웅산 수치 여사

## 언론의 자유와 정치의 자유
2004년 국제 엠네스티 보고서에 따르면 1989년과 2004년 사이에 1,300명 이상의 정치범들이 불공정한 재판을 거쳐 감옥에 수감되어 있다고 전했다. 미얀마 민주 진영의 핵심 세력인 NLD의 지도자이자 미얀마 민주주의의 상징과 다름없는 아웅산수찌를 포함하여 수많은 민주 진영의 인사들이 강제적으로 제 권리를 박탈 당하여 감옥에 갇혀있다는 것이다.
프리덤 하우스의 경우 군인들이 임의로 시민들이나 정부 공관서들의 메일이나 우편을 열어보고 있다고 한다. 뿐만 아니라 전화 통신을 가로채 통화 내용을 녹음, 감청하기도 하고 팩스, 인터넷, 컴퓨터, 모뎀 등 할 수 있는 모든 종류의 통신 수단들을 대놓고 도청하면서 국민들에게 공공연한 위협을 가하고 있다는 것이 프리덤 하우스 보고서의 주 내용이다. 주 미얀마 정치범 수용자 지원협회 측에서는 현재 미얀마에 최소 1,547명의 정치범들이 갇혀 있다고 했는데, 2006년의 1,100명에서 2008년의 2,123명으로 크게 증가하는 폭을 보여주면서 현재 미얀마 정치의 자유도가 얼마나 심각한 상황 인지를 단적으로 보여준다. 2013년 4월을 기준으로 약 176명의 정치범들이 수감되어 있다고 했는데, 아마도 미얀마 정부의 조사 방해를 뚫고 이루어진 조사이기 때문에 실제로는 더 많을 가능성이 크다.
정치범들은 정치나 시사와는 전혀 무관해 보이는 듯한 혐의들로 죄다 기소되기 마련이다. 가장 대표적으로 국민 민주 연맹의 일원이자 토지권 활동가인 도우 바크 자는 2013년에 의료 과실이라는 혐의로 기소되어 감옥 생활을 해야만 했고, 미얀마 민주주의의 상징 아웅산 수치는 온갖 종류의 부정부패나 불법 물품 수입과 같은 혐의를 구실로 곤욕을 치렀다.

### 언론의 자유
미얀마의 언론은 현재 정부에 의해 꽉 잡혀 있는 어용언론 수준에 불과, 언론의 자유는 거의 존재하지 않는 수준이다. 국가기관인 미얀마 정보부가 잡지, 신문, 기고문, 사설 등 모든 종류의 언론들을 망라하여 장악하고 있으며 그 어떠한 기사라도 공개되기 위해서는 엄중한 검열을 거쳐야만 한다. 만일 기자들이 정부 고관이나 군부 인사들을 함부로 비판하면 당연히 안될 뿐더러, 조금이라도 비판적인 논조의 기사를 쓰기만 해도 그 즉시 엄청난 후폭풍이 잇따른다. 물론 미얀마 내에서도 자국의 엄중한 언론 자유 실태를 인식하고는 있다. 2012년에는 수 백 명의 사람들이 '언론 자유를 보장하라'라는 구호가 쓰여진 티셔츠를 입고 시위를 벌이기도 했으나, 미얀마 정부 차원에서 별다른 개선 조치가 일어나진 않은 상황이다.
조금씩 미얀마 내부에서도 언론 통제의 재갈을 완화하는 움직임이 보이기는 한다. 조금씩 규제들을 풀어주면서 더 이상 모든 종류의 기사들을 사전에 제출할 필요가 사라졌다. 하지만 이마저도 눈속임용, 국제 사회의 비판을 면책하려는 눈 가리고 아웅 식의 땜질 방편이라는 비판의 목소리가 짙다. 미얀마의 반정부 성향 언론이자 현재는 국내외에서 비밀리에 활동하는 언론 조직인 '이라와디' 신문사에서는 이 같은 자유화 조치가 '기자들에게 스스로 자가 검열을 하라고 강요하는 것'이라고 비판했다. 16개에 달하는 가이드라인을 미리 잡아 놓고 기자들에게 이를 무조건 준수하도록 강요한다는 것이다. 게다가 미얀마 국내에서 출판되는 모든 종류의 기사들은 '국가 통합', '국가 단일성 통합', '국가 주권 수호'라는 3개의 대원칙을 지키도록 되어있다. 당연히 모호하기 짝이 없는 기준들이고 군부 인사들이 모호함을 이용해 기자들을 탄압하고 있다.
2018년 9월 3일에는 미얀마 법정에서 2명의 로이터통신 기자들에게 '국가 기밀 유출'이라는 죄목을 씌워 미얀마 내에서 강제로 국외 추방 시켜 버렸다. 2019년 8월에는 또다시 한 영화 제작자가 군부를 비판하는 논조의 영화를 제작하고 페이스북에서 군부 비판하는 내용을 올렸다는 이유로 징역 1년이라는 부당한 판결을 선고하기도 했다. 엠네스티는 영화 제작자에게 징역 1년을 선고한 일을 두고 영화계에 간섭하려는 미얀마 정부의 술책이라 강하게 비판하였고 영화 감독의 건강을 고려해서라도 하루빨리 그를 석방하는 것이 좋을 것이라 권고했다.
2020년 6월 19일에는 휴먼 라이츠 워치에서는 미얀마 정부에게 1년이 넘게 지속된 인터넷 셧다운을 중지하라고 권유했다. 현재 미얀마 정부에서는 코로나 19, 그리고 정치적 불안정을 핑계로 1년 가까이 미얀마 일부 지역을 대상으로 인터넷 셧다운을 시행하고 있는데, 이로 인해 수백 만 명에 달하는 미얀마인들이 지대한 피해를 입고 있다. 때문에 수많은 미얀마인들이 코로나 19 사태의 현황에 대하여 제대로 파악할 수 없을 뿐만 아니라 인권 운동가들과 연락마저 두절될 정도로 굉장히 열악한 상태에 처해 있다고 전한다.

## 아동권
휴먼라이츠워치에 따르면, 미얀마 군부가 주도하는 소년병 모집은 흔한 일이며 심지어 아동들을 유괴하여 강제로 징집하는 것이 미얀마 국내에서 자주 벌어지는 일인 것으로 밝혀졌다. 현재 350,000~ 400,000명에 달하는 미얀마 군인들 중 대략 약 70,000명이 소년병인 것으로 추정된다. 뿐만 아니라 만연한 아동 노동에 관한 여러 차례의 보고가 있다.

### 소년병
워낙에 소년병들을 많이 모집하다 보니 미얀마군, 그리고 미얀마 반군 내부에서는 소년병이 차지하는 부분이 상당히 크다. 2012년 6월에 인디펜던트지에서는 '소년들이 단돈 40달러와 쌀가마니, 그리고 식료품 캔 따위를 받고 그대로 팔려나가는 것이 미얀마의 현실'이라고 폭로했고, 유엔의 아동특별조사관 라디카 쿠마라스와미는 2012년 7월 5일에 미얀마 장성들을 만나 '미얀마 정부가 변화의 태도를 취하기를 바란다'라고 밝혔다. 참고로 라디카 쿠마라스와미는 이 회동 이후 1주일 후에 조사관직에서 사퇴했다.
2012년 9월에는 미얀마 군대에서 공식적으로 42명의 소년병들을 자유의 몸으로 풀어주었고, 국제 노동기구는 정부, 그리고 카친 주의 반군 대표자들과도 만나 더욱 많은 소년병들을 풀어주어야 한다고 촉구했다. 주유엔 미국 대사인 사만다 파워는 2012년 10월에 미얀마 내부에서 소년과 소년병들에 대한 문제가 심각하다고 기고했으나 이후 이 지방에서 개선책이 이루어지고 있다고는 말하지 않았다.

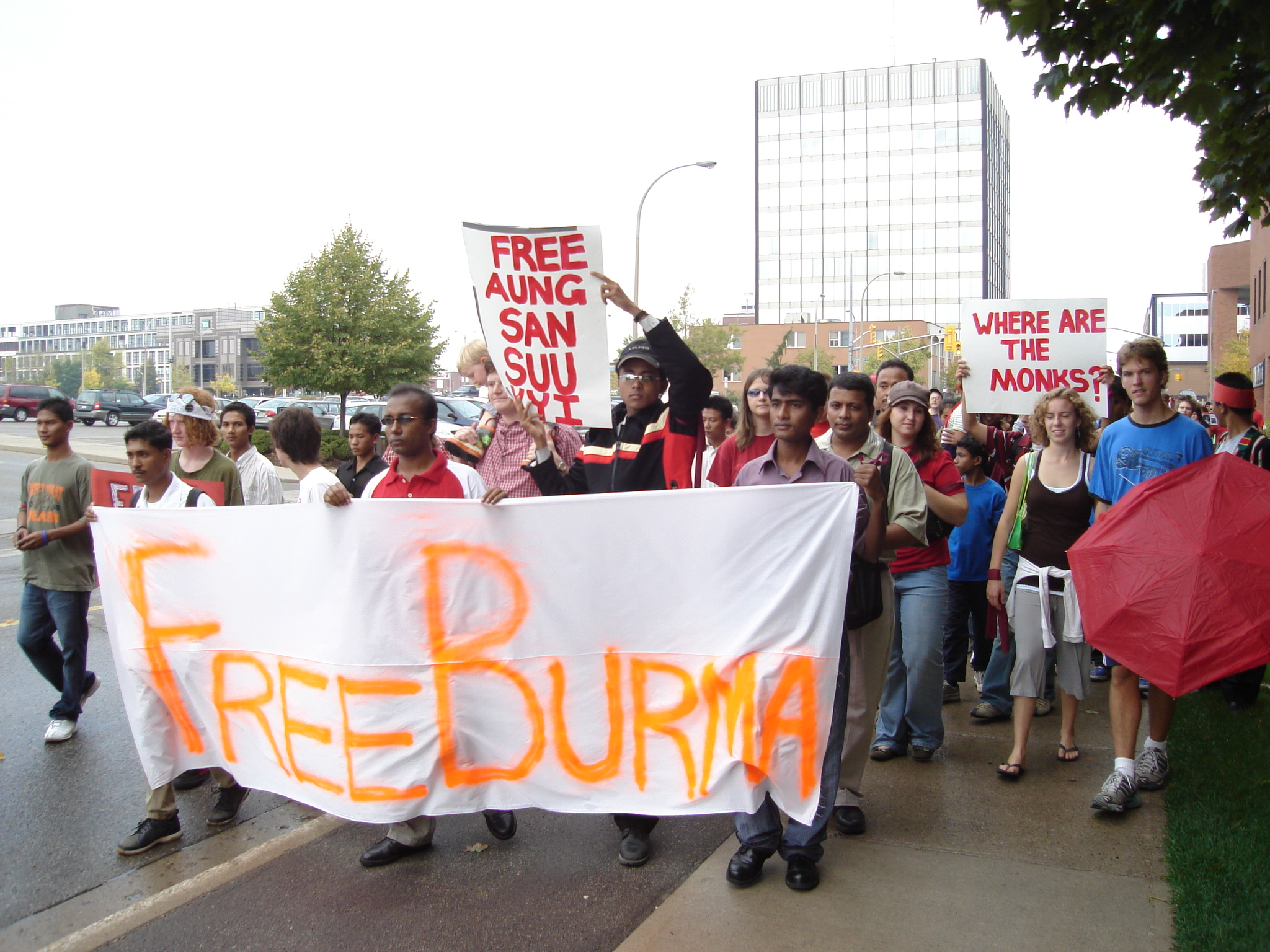
온타리오주에서 벌어진 미얀마 해방시위

## 국가 주도의 고문 및 강간
2002년 샨족 인권 운동 단체와 샨족 여성 네트워크는 '강간 면허증'이라는 제목의 미얀마 내부의 강간 실태에 대하여 자세한 보고서를 발간했다. 총 173개에 달하는 강간 사례들을 모아 그대로 편집하였으며 미얀마 군대가 자행한 수많은 성범죄들에 대하여 상세히 기록해 놓았다. 이 보고서에 실린 성범죄 피해자, 노소를 가리지 않고 무려 625명의 여성 피해자들이 있다. 이마저도 1996년과 2001년 사이의 5년이라는 짧은 기간 동안 이루어진 성범죄에만 해 놓은 것이고, 미얀마 전역에서 이루어진 성범죄를 조사한 것이 아니라 샨족을 대상으로 자행된 성범죄만을 조사한 것이라는 점에서 그 심각성을 알아볼 수 있다. 보고서 자체 내용에도 기록된 내용보다 훨씬 많을 것이라는 문구가 포함되어 있을 정도다. 보고서에 따르면 강간 피해자들의 25% 넘는 사람들이 결국 강간 끝에 목숨을 잃으며, 공포심 조성을 위해 마을 전체에 시신이 공개 당한다고 적었다. 61%의 성범죄 사례가 집단 강간이었으며, 주로 미얀마군의 군사 기지에서 자행 되었다고 한다. 어떤 경우에는 길게는 4개월 가까이 기지에 구금된 채로 끝없이 성범죄 피해를 입었다는 사례도 보고되었다. 해당 보고서가 발간되자 미얀마 정부 측에서는 해당 내용을 부인했다.

## 노동

### 강제 노동
국제 자유무역연합 연맹에 의하면 미얀마 정부가 수천 명의 국민들을 상대로 무자비한 노동을 시키고 있다고 한다. 남녀노소를 가리지 않고 자행 되는 이 범죄적인 행태는 아직까지도 이어지고 있는 것으로 추정되며, 만일 정부에 반대하거나 비판할 시 고문이나 강간, 폭행의 대상이 되어버린다고 한다는 것이다. 국제 노동기구 측에서는 1960년대부터 미얀마에서 공공연히 일어나는 강제 노동을 당장 금지하라고 촉구하고 있으나 실질적인 개선을 일어나지 않았다. 상황이 날로 심각해지자 결국 2000년 6월에는 국제 노동기구 차원에서 강제 노동으로 만들어진 미얀마산 제품들을 수출입하는 국가나 국제 기업, 그리고 단체들에 대한 집단 제재를 결의하는 규탄안이 발의 되기까지 했다.
1962년에 네 윈 장군이 미얀마의 정권을 틀어 쥐면서 이와 동시에 노동조합를 금지하는 법 조항을 만들어버렸다. 미얀마에서는 이와 같은 후진적인 체제의 노동법이 지속되었으나 2010년에 이르러서야 노동법 개정에 대한 논의에 착수했다. 비공식적으로 랑군 지역에 있는 의류 공장들에서 점차 노동자들이 결속 하는 움직임이 드러나기 시작했고, 노동자들이 물밑에서 정부의 통제를 아예 받지 않은 채로 결속 하는 것을 두려워한 정부는 결국 노조를 합법화해 이들을 양지로 끌어내기로 마음먹은 것이다.
2014년에 미얀마 정부가 노동법 개정안을 추진했고, 미국, 일본, 덴마크 등과의 협조를 얻어 미얀마 내의 기본권 보장에 대한 논의를 시작했다.

## 과거 정죄 및 개별 사례

### 1990년대
1990년대에도 수많은 인권 관련 범죄들이 일어났지만, 개중에서도 가장 대표적인 사례는 캘리포니아 유니온 정유회사, 즉 현재의 셰브론사와 미얀마 정치인들 사이의 결탁 의혹이다. 90년대 초에 유니온 정유회사가 미얀마의 독재자들과 손을 잡고 시민들을 사실상 노예처럼 부리며 막대한 자금을 횡령하고 빼갔다는 것이다. 의혹과 관련한 역풍이 거세지고 미국 법원에까지 기소되자 유니온 정유회사 측에서는 자신들이 미얀마인들이 착취 당했다는 사실을 전혀 모르고 있었으며, 오히려 자신들은 피해자라고 주장했다. 이 사건으로 유니온 정유회사가 특별히 벌금을 내거나 제재를 받지는 않았지만, 해외에 진출한 미국 기업이 인권 관련 범죄로 인하여 미국 법정에 재판까지 받은 첫 사례라는 점에서 특기할 만하다.

### 2000년대
프리덤 하우스에서 발표한 2003년 조사에 의하면 '현재 미얀마 군부는 폭압적인 정치를 펼치고 있으며, 사법권을 장악하고 모든 기본권을 탄압하고 제 권한을 남용하고 있다'라고 밝혔다. 군사 장교들이 제 전공이나 지식에 관계없이 낙하산 인사로 내각의 주요 요직들을 모조리 독점하고 있으며, 장관직이나 총리직, 고위 차관직들은 자기들끼리 돌려서 차지하는 등 정치계 내부에서도 굉장히 부정부패와 낙하산 인사가 심하다. 특히 중앙이 썩었으니 지방 정부가 제대로 돌아갈 리가 없었다. 미얀마의 부패 인식 지수에 따르면 미얀마는 중앙 정부 못지않게 지방 관료들과 하위 관료들의 부정부패가 더욱 더 심각한 수준이라 한다.
휴먼라이츠워치의 아시아 담당관 브래드 애덤스는 2004년의 발표에서 '미얀마는 전형적인 경찰 국가의 표본이다. 정부의 스파이들과 비밀 경찰들이 곳곳에 넘쳐 나고 있으며 대부분의 미얀마인들은 국가의 보복을 두려워해 외국인들이나 해외 기자들에게 자신의 정치 의견을 그대로 피력하는 것을 두려워한다'라고 비판했다. 정치의 자유, 발언의 자유는 물론이요 집회의 자유와 단결, 연대의 자유마저도 없다는 것이다.
NGO들의 조사 결과 현재 미얀마에서 인권이 부재한 가장 큰 이유는 독립적인 사법부의 부재 때문이라고 한다. 게다가 해외와 연락하는 핵심적인 연결 수단인 인터넷 자체가 아예 국가 차원에서 끊어져 있고, 강제 노동, 위치 추적, 인신매매, 아동 노동과 같은 구시대적인 악습과 병폐들이 그대로 남아있으니 더더욱 미얀마의 인권 상황이 악화되고 있다는 것이 NGO들의 주요 설명이다. 게다가 조직적인 강간과 성폭력, 성범죄가 오히려 시민들을 억누르는 족쇄로 기능하고 있으며 주기적으로 여성들을 잡아가 군대 기지의 성노예로 만들어버리는 등 인간으로서 상상하기 힘든 성범죄들이 미얀마 군경에 의해 자주 벌어지고 있으니 미얀마의 실태가 더욱 심각하다 할 수 있다. 때문에 여성 단체에서는 미얀마와 인접한 태국의 치앙마이에서 연대 캠프를 짓고 끊임없이 미얀마 정부에 항의, 탄원 운동을 벌이고 있다.
2005년 12월에 유엔 특별조사관은 미얀마에 유엔의 개입이 필수불가결하다고 밝혔고 현재 유엔이 정식으로 문제를 제기해야 할 미얀마의 주요 인권 조항들을 모은 목록을 제시하기도 했다. 세계 인권단체인 HRDP에 의하면 해당 단체의 미얀마인 회원들이 수 백 명의 정치 깡패들을 만나 심각한 폭행을 당했다고 한다. HRDP 측에서는 이 정치 깡패들을 이끌던 것이 바로 정부 관료였고, 해당 공격은 정부가 주도한 국가 차원의 탄압이라고 주장하며 법적 조치를 취할 것을 예고했다.

### 2010년대
2019년 4월에 마침내 미얀마 라카인 주의 인권 침해 사례만을 독자적으로 담당하는 인권 담당 부서가 출범했다. 검사 출신의 인사가 이 부서를 이끌고 있으며, 주로 로힝야족과 무슬림들에 가해지는 조직적인 탄압에 화력을 집중할 예정이다. 그러나 당시 미얀마의 집권 여당이었던 NLD 측에서는 내정 간섭을 이유로 UN 특별조사관과 미국 인권 감사관들의 국내 입국을 엄격히 불허했다. 뿐만 아니라 유엔 주도의 국제사회 차원의 미얀마 인권 실태 파악 역시 받아들이지 않았다.

## 같이 보기
- 버마 VJ